# ساموئل فیرمینو دی جسوس
ساموئل فیرمینو دی جسوس (به پرتغالی: Samuel Firmino de Jesus) مدافع اهل برزیل است که در شهر سائوپائولو و در تاریخ ۷ آوریل ۱۹۸۶ به دنیا آمده‌است.
ساموئل فیرمینو دی جسوس در تیم‌های فوتبال Ituano سابقهٔ حضور دارد.